# サーペンタインダンス
サーペンタインダンス(英語: Serpentine dance)はアメリカ合衆国とヨーロッパで1890年代に人気があったダンスの一種である。舞台と初期映画の重要な演目となった。

## 背景
サーペンタインダンスはスカートダンスの発展形で、イングランドからアメリカ合衆国に到来したばかりのバーレスクの一種であった。スカートダンスじたいが「アカデミック」なバレエに対する反応であり、フレンチカンカンのような一般向けのダンスやフォークダンスをもう少し野性味を少なくして取り込んでいた。
この新しいダンスはロイ・フラーがはじめたもので、フラーはこのダンスの開発についていくつか異なる説明をしていた。広く知られている本人の説明としては、プロとして踊ったことが今まで一度も無かったフラーは、『にせ医者』(Quack M.D.)という芝居のために急いでかき集めた衣装の薄布の生地がいろいろな角度からあたる照明で効果を発揮するのを偶然発見したという。スカートが照明に映える様子を見てお客が熱狂的に反応するのに応じ、フラーは自然とこの新しい形のダンスを発展させた。踊る際にフラーは長いスカートを手で持ち、波打たせた。

## 映画
サーペインタイン・ダンスは頻繁に初期映画の撮影対象となったが、これは新しいメディアの動きと光をとらえる力を発揮できたからであった。2本の映画がよく知られている。
そのうち1本は「アナベルのサーペンタインダンス」(Annabelle Serpentine Dance, 1894年8月10日公開)というもので、これはブロードウェイのダンサーであった16歳のアナベル・ムーアのパフォーマンスをトーマス・エジソンのエジソン・マニュファクチャリング・カンパニーがエディソン・スタジオ（ブラック・マリア スタジオ）にて撮影したものである。
もうひとつはリュミエール兄弟が1896年に撮影した映画である。多くの映画製作者が自分たちのバージョンを撮影し、色鮮やかな照明のプロジェクション効果を再現するため(完全にコピーするのはできないとはいえ)、フィルムに手彩色を施した。